# 死 ん だ 妻 に 似 て い る
「死 ん だ 妻 に 似 て い る」（しんだつまににている）は、ゴールデンボンバーのフレグランス商品、シングル。2015年5月29日にスクーデリア・ユークリッド（Zany Zapレーベル）より発売された。

## 解説
前作「ローラの傷だらけ」より、約9か月ぶりのリリースとなる。表題曲のタイトルは文字と文字の間に1文字分のスペースが入るが、これは鬼龍院曰く「2ちゃんねる等のネット上での表現の一種で、印象的に見せるため」とのこと。
公式では全角スペースで表記されているが、半角スペースか全角スペースかは、サイトによってまちまちとなっている。
4パターンで発売され、メンバーがそれぞれメインボーカルをとった音源が収録される。これは、前作でジャケットや特典などを一切付けずに発売して話題を呼んだものの、ファンから「写真まで無くしてしまっては楽器を弾いていない他のメンバーの要素が無いじゃないか」という意見が寄せられたことによる検討の結果、「楽器を弾かない各メンバーの要素も出すためにはそれぞれ各メンバーが歌ったものを出せばいい」という結論に至った経緯からである。
また、各メンバーの要素を極端に出そうと体臭を再現した「体臭カード」を特典として封入し、メンバー別にCDをリリースすると、ランキングで合算されずに各メンバーごとに売り上げ枚数に差が出てしまうため、今回は「フレグランス（雑貨）」として流通させる方法を採用した。本作は品番のある雑貨として流通されるため、CDショップで注文することが可能である。このリリース形態については、鬼龍院翔本人のブログでも説明されている。
PVはYouTubeで先行公開され、ラッキィ池田が振付を担当、菊地亜美がヒロインとして出演。菊地は以前から喜矢武豊に似ていると言われており、PVでは女装した喜矢武が「死んだ妻」、菊地が「死んだ妻に似ている女性」として登場する。
カップリング曲「愛してると言ってくれ」は、2014年全国ツアー（10月22日、10月24日） にて披露された楽曲。「Oh My Love!」も2012年の鬼龍院のソロライブにてすでに披露されており、両曲とも本作で初音源化となった。

## 収録曲
4パターン（鬼龍院、喜矢武、歌広場、樽美酒）とも収録タイトルは同じである。
| 全作詞・作曲: 鬼龍院翔、全編曲: 鬼龍院翔、tatsuo。 |                                                        |          |            |      |
| #                                                  | タイトル                                               | 作詞     | 作曲・編曲 | 時間 |
| 1.                                                 | 「死 ん だ 妻 に 似 て い る」                         | 鬼龍院翔 | 鬼龍院翔   | 4:03 |
| 2.                                                 | 「愛してると言ってくれ」                               | 鬼龍院翔 | 鬼龍院翔   | 2:50 |
| 3.                                                 | 「Oh My Love!」                                        | 鬼龍院翔 | 鬼龍院翔   | 5:12 |
| 4.                                                 | 「死 ん だ 妻 に 似 て い る（オリジナル・カラオケ）」 | 鬼龍院翔 | 鬼龍院翔   | 4:02 |
| 5.                                                 | 「愛してると言ってくれ（オリジナル・カラオケ）」       | 鬼龍院翔 | 鬼龍院翔   | 2:50 |
| 6.                                                 | 「Oh My Love!（オリジナル・カラオケ）」                | 鬼龍院翔 | 鬼龍院翔   | 5:12 |

## 収録アルバム
- ノーミュージック・ノーウエポン (#1、鬼龍院が歌唱したものを収録)